# Gare de Biffontaine
La gare de Biffontaine est une gare ferroviaire française fermée, située sur le territoire de la commune de Biffontaine, dans le département des Vosges, en région Grand Est.
C'était une halte voyageurs de la Société nationale des chemins de fer français (SNCF). Elle est désormais fermée à tout trafic.

## Situation ferroviaire
Établie à 465 mètres d'altitude, la gare de Biffontaine est située au point kilométrique (PK) 28,167 de la ligne d'Arches à Saint-Dié, entre la gare fermée de La Chapelle et la halte également fermée de La Houssière.

## Histoire
La gare de Biffontaine est mise en service le 7 octobre 1876 par la Compagnie des chemins de fer de l'Est lors de l'inauguration de la section de La Chapelle à Saint-Dié-des-Vosges de la ligne d’Épinal à Saint-Dié.
En décembre 2018, la desserte de la ligne par des trains TER, et donc de cette halte SNCF, est interrompue ; elle est remplacée par une substitution routière (autocars effectuant principalement la liaison TER Grand Est Épinal – Saint-Dié-des-Vosges). La réouverture de la ligne, le 12 décembre 2021, ne s'accompagne pas de la remise en service de la halte.